# Et pourtant
"Et pourtant" là một bài hát tiếng Pháp của ca sĩ kiêm nhà viết ca từ Charles Aznavour, có phần nhạc do Georges Garvarentz sáng tác còn phần lời của Aznavour. Đĩa đơn này trích từ album La mamma năm 1963 , vốn là một trong những album thành công lớn của ông , bán chạy số 1 tại Pháp, được hơn một triệu bản.
Phiên bản tiếng Việt được nhạc sĩ Trường Hải đặt là "Buồn theo gió thu", còn nhạc sĩ Nhật Ngân đặt là "Giã từ em yêu".

## Lịch sử
Sau khi bước chân vào nghiệp ca hát và sáng tác vào những năm 1950, Charles Aznavour nhanh chóng trở thành ngôi sao tầm cỡ quốc tế từ thập niên 1960 nhờ rất nhiều bài hát tiếng Pháp, tạo thành một chuỗi vô vàn bản hit với hơn 2000 tựa đề. Các bài hát ông hát thường lấy cảm hứng từ chủ đề tình yêu và chính cuộc đời ông , như "Heureux avec des riens" (1955), "Je m'voyais déjà" (1961), "Il faut savoir" (1961), "Les Comédiens" (1962), "La Mamma" (1963), "Je t'attends" (1963), "Et pourtant" (1963), "For me formidable" (1963), "Hier encore" (1964), "La Bohème" (1965), "Emmenez-moi" (1967), "Désormais" (1969), "Mes emmerdes" (1976)... Những bài ông viết lời hay sáng tác cũng mang lại tiếng tăm cho nhiều ca sĩ khác, như "Retiens la nuit" (1961) do Johnny Hallyday ca, "La plus belle pour aller danser" (1963) do Sylvie Vartan ca hay "Celui que j'aime" (1966) do Mireille Mathieu ca,...

## Phiên bản khác
Bản thân Charles Aznavour cũng từng hát "Et pourtant" bằng nhiều thứ tiếng khác nhau. Bản tiếng Anh có tựa là "Yet I Know" (do Steve Lawrence trình bày) còn bản tiếng Tây Ban Nha là "Y por tanto" . Phiên bản tiếng Việt được nhạc sĩ Trường Hải đặt là "Buồn theo gió thu" do chính ông hát, còn nhạc sĩ Nhật Ngân đặt là "Giã từ em yêu" do Elvis Phương hát.
Bản hit này được nhiều nghệ sĩ tên tuổi biểu diễn lại, trong số đó có Rika Zaraï, Serge Lama hay Dany Brillant (trong album Dany Brillant chante Aznavour - La Bohème vào năm 2020),... Sinn Sisamouth cũng chuyển ngữ bài này qua tiếng Khmer với tựa đề "Tuos yang na" (ទេាះយ៉ាងណា). Bên Québec (Canada), ca sĩ Sylvain Cossette cover bài này vào năm 2005.